# Segundo libro de Adán y Eva
El Segundo Libro de Adán y Eva, también llamado el Conflicto de Adán y Eva con Satanás, es un libro pseudoepígrafo cristiano encontrado en Etiopía en árabe, que data del siglo V o VI.

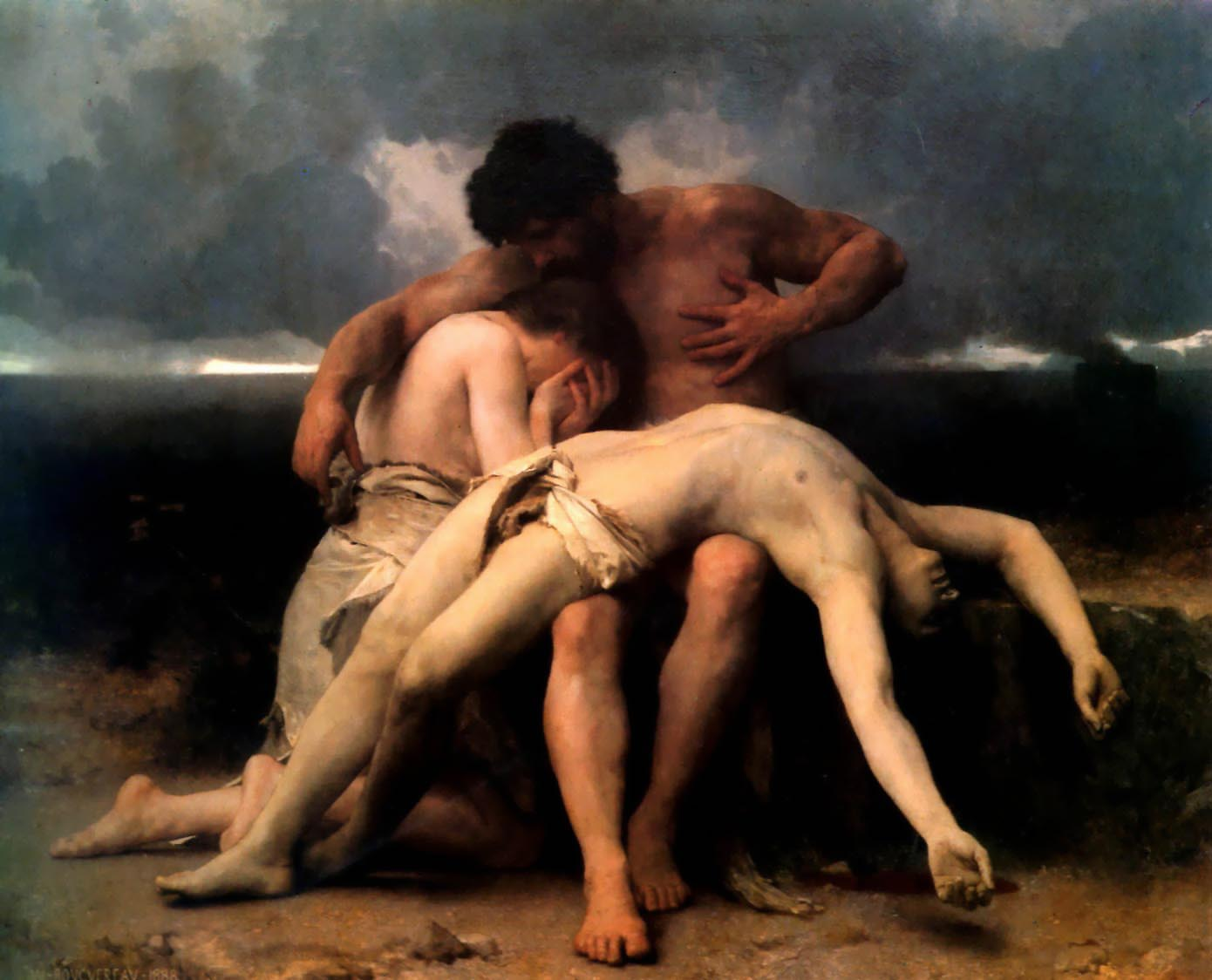
Abel es hallado muerto por Adán y Eva. Cuadro de William-Adolphe Bouguereau, El Despertar de la Tristeza (1888).

## Ediciones y traducciones
Fue traducido por primera vez de la versión alemana por el etíope Dillman, traducido al inglés por SC Malan, del alemán de Ernest Trumpp, como El libro de Adán y Eva, también llamado El conflicto de Adán y Eva con Satanás.  
Aproximadamente la mitad de la traducción de Malan se incluye como el Primero libro de Adán y Eva y este segundo en Los libros olvidados de la Biblia y Los libros olvidados del Edén.

## Contenido
En el Libro II, los hijos de Dios (Nefilim), que aparecen en Génesis 6:2, se identifican como los hijos de Set y las Hijas del hombre como mujeres descendientes de Caín, que seducen con éxito a la mayoría de los descendientes de Set.  para descender de su montaña y unirse a los descendientes de Caín en el valle de abajo, bajo el impulso de Genum, hijo de Lamec.  Este Genum, inventor de instrumentos musicales, aparentemente corresponde al Jubal y es también el inventor de armas de guerra.  
Los descendientes de Caín, el primer asesino, se describen como demasiado malvados, propensos a cometer asesinatos e incesto.  Después de seducir a los descendientes de Set, sus hijos se convirtieron en Nefilim, los valientes hombres de la antigüedad en Génesis 6 que fueron destruidos en el Diluvio, como también se narra en otros textos (Primer libro de Enoc y Libro de los Jubileos).